# Handelshochschule Umeå
Die Handelshochschule Umeå, schwed. Handelshögskolan i Umeå, engl. Umeå School of Business, USBE, ist eine Hochschule der Wirtschaftswissenschaften und Ökonomie. Im Jahr 2011 waren ca. 1800 Studierende immatrikuliert. Die Handelshochschule bietet fünf Bachelor-Programme, sechs Master-Programme sowieso Promotions-Stellen. Die USBE ist eine von fünf Handelshochschulen in Schweden und ist Bestandteil der Universität Umeå.
Die Handelshochschule verwendet das European Credit Transfer System und war von 2006 bis 2009 EQUIS-zertifiziert.
Die Handelshochschule legt großen Wert auf Internationalisierung. Jedes Jahr kommen Studierende der ca. 70 Partneruniversitäten für einen Studienaufenthalt nach Umeå, und ca. 45 % der Absolventen der Hochschule haben ein oder zwei Semester im Ausland verbracht. Eines der Bachelor-Programme sowie alle Master- und Doktoranden-Programme werden in englischer Sprache unterrichtet, sodass auch viele internationale Studierende hier ihren Abschluss machen.

## Organisation und Forschung
Die Handelshochschule ist in vier Abteilungen organisiert, in denen Forschung betrieben wird:
- Buchhaltung & Finanzwissenschaft
- Management
- Marketing
- Entrepreneurship

## Studienangebot
- Bachelor Programme
  - Företagarprogrammet (Schwedisch)
  - Civilekonomprogrammet (Schwedisch, unterschiedliche Schwerpunkte möglich)
  - International Business Programme (Englisch)

- Master Programme (alle in englischer Sprache)
  - Master’s Program in Accounting
  - Master’s Program in Finance
  - Master’s Program in Business Development and Internationalisation
  - Master’s Program in Management
  - Master’s Program in Marketing
  - Master’s Program in Strategic Project Management (Erasmus Mundus Programm)

- Forschungs- und Promotions-Stellen (Englisch)

## Namhafte Hochschulabsolventen
- Göran Carstedt, President „Society for Organizational Learning“
- Wilhelm Geijer, CEO PricewaterhouseCoopers, Schweden
- Christian Hermelin, CEO Fabege
- Lars Lindbergh, Rektor, Handelshochschule Umeå
- Leif Lindmark, Professor
- Agneta Marell, Professor
- Malin Moström